# Sport-Club Juventus 1897-1898
Questa voce raccoglie le informazioni riguardanti lo Sport-Club Juventus nei primi anni di attività (1897-1898).

## Stagione
(Enrico Canfari, Storia del F. C. "Juventus", 1915)

L'officina dei fratelli Eugenio ed Enrico Canfari, prima sede dello Sport-Club Juventus in corso Re Umberto 42, Torino.

Con il nome di Sport-Club Juventus, il club venne fondato nel 1897, presumibilmente nel mese di novembre, da un gruppo di studenti del liceo classico Massimo d'Azeglio di Torino che usava ritrovarsi in corso Re Umberto su una panchina - tradizionalmente indicata come la prima sede societaria - non distante dalla loro scuola, allora sita di fronte alla pasticceria Platti presso il corso Duca di Genova e dal 2012 custodita nel museo del club.
I ragazzi, studenti provenienti dalla terza e quarta classe della scuola superiore che già si frequentavano per praticare lo sport ritrovandosi nella vicina piazza d'armi per giocare a foot-ball, avevano acquistato il primo pallone da calcio regolamentare poco tempo prima presso il negozio di sport di Beaton, al prezzo di 12 lire, ottenute tramite una colletta. Il pallone era custodito da Enrico Canfari.
Il nome scelto per la neonata società fu Sport-Club Juventus, adottato dopo una votazione nonostante fosse quello meno votato, il quale suonava come un compromesso tra un nome anglosassone e uno latineggiante. Fu deciso per favorire la diffusione del nuovo sport e la passione per la squadra anche fuori dell'ambito cittadino o regionale.
Inizialmente i soci fondatori dovettero affrontare il problema della sede, risolto dai fratelli Canfari che offrirono il retrobottega della loro officina ciclistica in corso Re Umberto 42, dove ebbe luogo la prima riunione. La sua seconda sede societaria venne stabilita in via Montevecchio 29, nel 1898. La sede cambiò ben presto ubicazione: fu scelta una scuderia di via Parini, composta da quattro camere, una tettoia e una soffitta, nonché provvista di acqua potabile; il costo dell'affitto – sei lire dell'epoca al mese – si rivelò però proibitivo e così lo S.C. Juventus venne sfrattato.
Nel 1898 il club vide un significativo incremento dei soci e dei giocatori, motivo per cui – un anno dopo – si rese necessario lo spostamento della sede presso un locale di via Piazzi 4.
In questo periodo, gli incontri consistevano in partite tra i soci presso la piazza d'armi in località Crocetta.

## Divise
La sua prima divisa sociale, nel 1897-1898, prevedeva una camicia bianca e pantaloni "alla zuava", indossata nelle diverse attività polisportive in cui era impegnata alla fine del XIX secolo.
| Manica sinistra · Maglietta · Maglietta · Manica destra · Pantaloncini · Calzettoni |

## Organigramma societario
Area direttiva
- Presidente: Eugenio Canfari
- Segretario Cassiere: Enrico Piero Molinatti
- Consiglieri: Domenico Donna, Carlo Ferrero

## Rosa
| N. |                   | Ruolo | Calciatore            |
| -- | ----------------- | ----- | --------------------- |
|    | Italia (bandiera) | P     | Beniamino Nicola      |
|    | Italia (bandiera) | D     | Ferdinando Chiapirone |
|    | Italia (bandiera) | D     | Francesco Daprà       |
|    | Italia (bandiera) | D     | Carlo Ferrero         |
|    | Italia (bandiera) | D     | Ugo Rolandi           |
|    | Italia (bandiera) | C     | Alfredo Armano        |
|    | Italia (bandiera) | C     | Gioacchino Armano     |

| N. |                   | Ruolo | Calciatore             |
| -- | ----------------- | ----- | ---------------------- |
|    | Italia (bandiera) | C     | Guido Botto            |
|    | Italia (bandiera) | A     | Alberto Barberis       |
|    | Italia (bandiera) | A     | Domenico Donna         |
|    | Italia (bandiera) | A     | Luigi Gibezzi          |
|    | Italia (bandiera) | A     | Carlo Vittorio Varetti |